# Крупенко, Игорь Васильевич
Игорь Васильевич Крупенко ( укр. Ігор Васильович Крупенко; 31 января 1938, Армавир Краснодарский край – 4 марта 2010, Киев) – украинский и советский оперный певец (бас), музыкальный педагог. Заслуженный артист Украины (1998).

## Биография
В 1970 году окончил  Львовскую консерваторию. Ученик О. Дарчука. 
В 1963–1970 годах  – солист Львовского театра оперы и балета им. И. Франко, в 1970–1992 годах  – Киевской филармонии, в 1992–2010 годах – Национальной капеллы бандуристов Украины им. Г. Майбороды(Киев).
Одновременно в 1993–1994 годах  преподавал вокал в Киевском университете культуры и искусства.
В камерном репертуаре – произведения  Н. Лысенко, К. Стеценко, Б. Лятошинского,  К. Данькевича,  Ю. Мейтуса, И. Шамо,  Л. Дычко, Б. Фильца, П. Чайковского, С. Рахманинова и других.
Осуществил ряд записей на радио. Гастролировал в Польше, Румынии, Франции, Испании.